# WEEKEND Hi!
WEEKEND Hi!（ウィークエンド ハイ）は、1990年代に関東圏のラジオ局・FM-FUJIで放送されたラジオ番組である。東京・代々木にあるFM-FUJI東京支社スタジオSTUDIO ViViDから生放送されていた。

## 概要
1992年4月4日に放送開始、毎週土曜日夜21:00から24:00（1998年11月7日より～23:55）までの3時間にわたって生放送。パーソナリティは音楽評論家の大森庸雄が務め、1999年3月27日に放送を終了するまでの7年間にわたり人気を博した。
基本的には東京・代々木のSTUDIO ViViDからの放送だが、山梨県を本拠とするFM富士らしく『山が富士ならFM-FUJI』などといった、山梨を愛する郷土色豊かなコーナーも多彩であった。
また、ただ曲をかけ葉書やFAXを読むだけではなく、リスナーが電話出演をしたり、リスナー同士で意見交換をしあったりなど、他のラジオ番組とは一線を画した、リスナーとの連帯感が取れるコミュニケーションツール的な番組でもあった。大体のリスナーは、毎回、放送中にFAXを送れば大森に読んで貰えた。　
また、オンエアされる楽曲も洋楽・邦楽問わず多彩で、洋楽中心の選曲が多い大森の番組にしては珍しく、ジャニーズなどのアイドル歌謡曲などのリクエストもよくかけていた。
インターネットや携帯電話などコミュニケーションが多様になってきた今と違い、FAXや手紙などを大いに活用するなど、ラジオの特性を十分に生かしていたところもこの番組の特色でもある。
さらに、リスナー有志が手作りで番組オフ会『リスナーの集い』を開催したりなども話題となり、まさにリスナー同士の絆の深さを示した番組である。まさしく、リスナー主導による番組であったといえよう。
本番組からの流れで翌(日曜日)朝に、同じ大森が担当していた『THE TOP40』（NACK5）を聴いていた（および参加していた）リスナーも多かった。
なお、番組オープニングで大森が発するタイトルコールは、番組後期は『土曜の夜はぁ、ウィークエンドゥハァイ!!…ウィークエンドゥハァイ!!(エコー)』だった。

## 番組の歴史

### 前期（1992年4月～1996年9月）
1992年4月4日、甲府市丸の内のFM-FUJI本社スタジオ（当時）から生放送開始。同年5月、渋谷区代々木にある東京支社にサテライトスタジオ『STUDIO ViViD』が新設され、第9回放送となる5月30日よりViViDへ移行。以後、7年にわたって続く人気番組となる。
前期には『山が富士ならFM富士』をはじめ、リスナー参加コーナー『GA-GA-GU-GU!』（のちの『何でも相談!今夜教えてYO!』の源流にあたる）、思い出の曲とエピソードを紹介する『MEMORIES』などといったコーナーが目白押しだったほか、不定期で、大森がリスナー宅に電話をかけて直撃する企画や、山梨の知識を競うクイズ『カルト富士大会』などといった企画も行われた。

### 後期（1996年10月～1999年3月）
1996年10月5日より番組構成が大幅に変更され、これまであった『山が富士なら～』などのコーナーに代わり『何でも相談!今夜教えてYO!』などのコーナーを軸に『いい富士見つけたFM富士』などのコーナーを新設。オープニング、エンディングの音楽なども一新された。その頃から新聞や雑誌の記事の切り抜きを紹介するコーナーも登場。また、1997年10月よりリスナー参加型クイズ『元気が出るクイズ!』、番組末期の1998年には『いい富士～』のコーナーに代わり『開運相性占い』といったコーナーも登場するなど、いろいろな企画も生み出された。
1998年4月5日より1年間、新人アイドルの上良早紀（当時15歳、サンミュージックプロダクション所属）がアシスタントとして登場（22：15ごろ-番組終了）して、番組に華を添えた。これは『THE GOLDEN EGGスターへの道』と題したコーナーの一環で、アイドルの金の卵の育成を目的として「第1期生」として出演していたもの。後述の通り翌年に番組終了となったため、企画もその「第1期」限りで幕を閉じた。
1998年11月7日より終了が5分早くなり23:55までとなり、翌1999年3月27日をもって番組の歴史に幕を下ろした。

## 主なコーナー
- 山が富士ならFM富士
- 愛という名のCOUNT DOWN
- TREND TRACKING IN & OUT
- MEMORIES
- GA-GA-GU-GU!
- リスナー電話直撃企画(1990年代前期)
- カルト富士大会
- ナンジャコリャ!?タウン
- いい富士見つけた!FM富士
- 何でも相談!今夜教えてYO!
- TREND JUST NOW
- 週刊旅情報～TRAVELINGMANが行く!
- 元気が出るクイズ
- THE GOLDEN EGGスターへの道（出演:上良早紀）1998.4－1999.3
- 開運相性占い（末期）
- 切り抜き・これが知りたい!（末期）

…etc

## タイムテーブルの変遷
1996年4月当時
21:00 オープニング
21:15 GA-GA-GU-GU! Part1
21:35-45 山が富士ならFM富士
（※不定期で「カルト富士大会」などを開催）
22:00 GA-GA-GU-GU! Part2
22:20-35 TREND JUST NOW
22:35 GA-GA-GU-GU! Part3
23:15-30 MEMORIES
23:30 GA-GA-GU-GU! Part4
23:55 エンディング
1997年当時
21:00 オープニング
21:10-15 ニュースコーナー（タイトル不明）
21:15-20 ナンジャコリャ!?タウン
21:40 何でも相談!今夜教えてYO!
22:00-10 いい富士見つけた!FM富士
22:10 何でも相談!今夜教えてYO!
22:20-35 TREND JUST NOW
22:35 何でも相談!今夜教えてYO!
23:15-30 週刊旅情報～TRAVELINGMANが行く!
（1997年10月～元気が出るクイズ）
23:30 何でも相談!今夜教えてYO!
23:55 エンディング
1998年11月当時
21:00 オープニング
21:10-15 ナンジャコリャ!?タウン
21:15-20 切り抜き・これが知りたい!
21:40 何でも相談!今夜教えてYO!
22:00-10 開運相性占い
22:15-40 THE GOLDEN EGGスターへの道
22:35 何でも相談!今夜教えてYO!
23:15-30 元気が出るクイズ
23:30 何でも相談!今夜教えてYO!
23:50-55 エンディング
（10月まで23:55-00:00）

## エピソード
- 極稀だが、大物ゲストの出演もあった。1997年11月15日には女優の川島なお美が出演した[4]ほか、1998年11月14日には、当時上良早紀が所属していたサンミュージックの先輩だった酒井法子[5]が出演した。
- 「THE GOLDEN EGGスターへの道」には、上良に関連する人物が数人ほど出演した事がある。当時サンミュージック社長だった相澤秀禎（のちに会長、故人）[6]やボイストレーナーの亀渕友香もインタビュー出演したほか、当時上良と同じ事務所に所属していた大谷みつほ[7]も友情出演したことがある[8]。
- 1996年9月7日の放送は21:00から特別番組（タイトル不明）のため22:15からの予定になっていたが、その特別番組が予定より早く終了したため実際は21:40放送開始になった。
- 1998年7月4日、7月11日はSTUDIO ViViDのメンテナンス工事の為、虎ノ門の別スタジオからの放送だった（ただし、受付FAX番号は通常と同じだった）。
- チーフディレクターを務めていた松浦敏昭は同時期、同じSTUDIO ViViDから日曜日に放送されていた『SUPER FREAK SUNDAY』も担当していた。その縁で、1998年当時『SUPER〜』のパーソナリティだったバカボン鬼塚が生放送中に乱入したことがある。
- 1996年9月21日、甲府本社から生放送の『SUNSHINE BREEZE』[9]で、パーソナリティ宅麻仁[10]の急病により大森が代理で出演。この日は土曜日だったため、大森は8時間近くFM-FUJIに生出演したことになる。